# 32194 Mahlke
32194 Mahlke è un asteroide della fascia principale. Scoperto nel 2000, presenta un'orbita caratterizzata da un semiasse maggiore pari a 3,006833 UA e da un'eccentricità di 0,046776, inclinata di 9,851125° rispetto all'eclittica. Ha un diametro di 4,986 km e un periodo di rotazione di 33,0306 ore.